# Copa de Alemania 1998-99
La Copa de Alemania 1998-99 fue la 56.ª edición del torneo de copa de fútbol más importante de Alemania organizado por la Asociación Alemana de Fútbol, el cual se jugó del 28 de agosto de 1998 al 6 de junio de 1999 y que contó con la participación de 64 equipos.
El Werder Bremen venció al campeón defensor FC Bayern Múnich en el Olympiastadion para ganar su cuarta copa nacional.

## Resultados

### Primera Ronda
| 28-8-1998               |     |                          |                |
| SV Schalding-Heining    | 0-1 | SpVgg Unterhaching       |                |
| Sportfreunde Eisbachtal | 1-0 | FC Gütersloh             | (t.e.)         |
| 1. FC Saarbrücken       | 1-1 | Borussia Dortmund        | (t.e.) (1-3 p) |
| Karlsruher SC           | 3-4 | VfL Wolfsburg            |                |
| FC St. Pauli II         | 0-5 | Bayer Leverkusen         |                |
| Hansa Rostock II        | 0-3 | MSV Duisburg             |                |
| Tennis Borussia Berlin  | 1-0 | Hannover 96              |                |
| Kickers Offenbach       | 0-1 | SG Wattenscheid 09       |                |
| 29-8-1998               |     |                          |                |
| SV Werder Bremen II     | 0-1 | Rot-Weiß Oberhausen      |                |
| SF Dorfmerkingen        | 0-3 | Stuttgarter Kickers      |                |
| Chemnitzer FC           | 1-2 | SC Freiburg              |                |
| Bayer 04 Leverkusen II  | 1-2 | SV Werder Bremen         | (t.e.)         |
| SG Hoechst              | 1-2 | FC Energie Cottbus       |                |
| SV Straelen             | 4-7 | Fortuna Düsseldorf       |                |
| Sportfreunde Siegen     | 3-1 | 1. FSV Mainz 05          | (t.e.)         |
| VfB Lübeck              | 1-2 | VfB Stuttgart            |                |
| FC Carl Zeiss Jena      | 1-0 | SSV Ulm 1846             |                |
| VfB Leipzig             | 2-4 | TSV 1860 München         | (t.e.)         |
| SC Idar-Oberstein       | 0-1 | Arminia Bielefeld        |                |
| FC Denzlingen           | 0-3 | Hamburger SV             |                |
| SV Waldhof Mannheim     | 1-5 | Borussia Mönchengladbach |                |
| 1. FC Köln              | 0-1 | Hansa Rostock            |                |
| FC Energie Cottbus II   | 0-1 | SpVgg Greuther Fürth     |                |
| 1. FC Magdeburg         | 1-2 | KFC Uerdingen 05         |                |
| Lichterfelder SU        | 0-6 | FC Schalke 04            |                |
| VfL Osnabrück           | 0-2 | 1. FC Nürnberg           |                |
| 30-8-1998               |     |                          |                |
| Post/Süd Regensburg     | 0-2 | Hertha BSC Berlin        |                |
| SV Meppen               | 0-1 | FC St. Pauli             |                |
| FSV Zwickau             | 2-5 | VfL Bochum               |                |
| FC Rot-Weiß Erfurt      | 1-6 | Eintracht Frankfurt      |                |
| LR Ahlen                | 0-5 | FC Bayern München        |                |
| Fortuna Köln            | 1-3 | 1. FC Kaiserslautern     |                |

### Segunda Ronda
| 17-9-1998               |     |                          |                |
| FC Energie Cottbus      | 2-4 | Borussia Mönchengladbach |                |
| Hamburger SV            | 4-0 | SpVgg Unterhaching       |                |
| 22-9-1998               |     |                          |                |
| Sportfreunde Eisbachtal | 1-4 | Rot-Weiß Oberhausen      |                |
| Tennis Borussia Berlin  | 4-2 | Stuttgarter Kickers      |                |
| Bayer Leverkusen        | 1-1 | Hertha BSC Berlin        | (t.e.) (4-5 p) |
| VfB Stuttgart           | 3-2 | Eintracht Frankfurt      |                |
| SV Werder Bremen        | 3-2 | Hansa Rostock            |                |
| 1. FC Kaiserslautern    | 1-1 | VfL Bochum               | (t.e.) (5-6 p) |
| Arminia Bielefeld       | 2-1 | SG Wattenscheid 09       |                |
| Fortuna Düsseldorf      | 2-1 | TSV 1860 München         |                |
| 23-9-1998               |     |                          |                |
| Sportfreunde Siegen     | 1-0 | SC Freiburg              |                |
| FC Carl Zeiss Jena      | 1-2 | MSV Duisburg             |                |
| VfL Wolfsburg           | 3-0 | 1. FC Nürnberg           | (t.e.)         |
| SpVgg Greuther Fürth    | 0-0 | FC Bayern München        | (t.e.) (3-4 p) |
| KFC Uerdingen 05        | 1-1 | FC St. Pauli             | (t.e.) (4-5 p) |
| Borussia Dortmund       | 1-0 | FC Schalke 04            | (t.e.)         |

### Tercera Ronda
| 27 de octubre de 1998 | VfL Wolfsburg                            | 3 – 1   | Arminia Bielefeld | VfL-Stadium, Wolfsburg                                 |                                                        |
|                       | Präger 8' · Boy 49' (a.g.) · Akonnor 85' | Reporte | Reina 28'         | Asistencia: 6400 espectadores Árbitro(s): Torsten Koop | Asistencia: 6400 espectadores Árbitro(s): Torsten Koop |

| 27 de octubre de 1998 | VfB Stuttgart                | 3 – 1   | Borussia Dortmund | Gottlieb-Daimler-Stadion, Stuttgart                        |                                                            |
|                       | Akpoborie 71' · Rost 83' 85' | Reporte | Häßler 90' (pen.) | Asistencia: 21 500 espectadores Árbitro(s): Georg Dardenne | Asistencia: 21 500 espectadores Árbitro(s): Georg Dardenne |

| 27 de octubre de 1998 | VfL Bochum | 0 – 1   | Borussia Mönchengladbach | Ruhrstadion, Bochum                                         |                                                             |
|                       |            | Reporte | Polster 10'              | Asistencia: 21 500 espectadores Árbitro(s): Edgar Steinborn | Asistencia: 21 500 espectadores Árbitro(s): Edgar Steinborn |

| 27 de octubre de 1998 | Rot-Weiss Oberhausen                                 | 3 – 3 (t. s.)(4–3 p.)      | Hamburger SV                                       | Niederrheinsstadion, Oberhausen                        |                                                        |
|                       | Weber 9' 52' · Pröpper 43'                           | Reporte                    |                                                    | Asistencia: 7100 espectadores Árbitro(s): Frank Gettke | Asistencia: 7100 espectadores Árbitro(s): Frank Gettke |
|                       |                                                      | Tiros desde el punto penal |                                                    |                                                        |                                                        |
|                       | Konjević · Judt · Toborg · Quallo · Luginger · Ciuca |                            | Groth · Grubač · Yeboah · Dembiński · Butt · Ernst |                                                        |                                                        |

| 28 de octubre de 1998 | Tennis Borussia Berlin                    | 4 – 2   | Hertha BSC            | Olympiastadion, Berlin                                    |                                                           |
|                       | Aračić 32' 59' · Copado 41' · Kovacec 57' | Reporte | Thom 12' · Tchami 68' | Asistencia: 40 100 espectadores Árbitro(s): Jürgen Jansen | Asistencia: 40 100 espectadores Árbitro(s): Jürgen Jansen |

| 28 de octubre de 1998 | Werder Bremen                | 3 – 2   | Fortuna Düsseldorf            | Weserstadion, Bremen                             |                                                  |
|                       | Frings 17' 66' · Maximov 50' | Reporte | Dobrovolski 30' · Pizarro 86' | Asistencia: 8400 espectadores Árbitro(s): Sippel | Asistencia: 8400 espectadores Árbitro(s): Sippel |

| 28 de octubre de 1998 | MSV Duisburg    | 2 – 4   | Bayern Munich                               | Wedaustadion, Duisburg                                    |                                                           |
|                       | Beierle 37' 50' | Reporte | Elber 56' 60' · Jeremies 76' · Lizarazu 89' | Asistencia: 23 000 espectadores Árbitro(s): Bernhard Zerr | Asistencia: 23 000 espectadores Árbitro(s): Bernhard Zerr |

| 3 de noviembre de 1998 | Sportfreunde Siegen | 1 – 0   | KFC Uerdingen 05 | Leimbachstadion, Siegen                                       |                                                               |
|                        | Cirba 75'           | Reporte |                  | Asistencia: 8000 espectadores Árbitro(s): Christian Schößling | Asistencia: 8000 espectadores Árbitro(s): Christian Schößling |

### Cuartos de final
|  | Bayern Munich                          | 3 – 0   | VfB Stuttgart | Olympiastadion, Munich                                      |                                                             |
|  | Jancker 26' · Basler 71' · Zickler 78' | Reporte |               | Asistencia: 11 000 espectadores Árbitro(s): Hartmut Strampe | Asistencia: 11 000 espectadores Árbitro(s): Hartmut Strampe |

| 2 de diciembre de 1998 | Sportfreunde Siegen | 1 – 3   | VfL Wolfsburg                | Leimbachstadion, Siegen         |                                 |
|                        | Cirba 22'           | Reporte | Juskowiak 6' 45' · Reyna 63' | Asistencia: 14 600 espectadores | Asistencia: 14 600 espectadores |

| 2 de diciembre de 1998 | Rot-Weiss Oberhausen   | 2 – 0   | Borussia Mönchengladbach | Niederrheinstadion, Oberhausen                                    |                                                                   |
|                        | Toborg 71' · Weber 80' | Reporte |                          | Asistencia: 19 000 espectadores Árbitro(s): Lutz Michael Fröhlich | Asistencia: 19 000 espectadores Árbitro(s): Lutz Michael Fröhlich |

| 2 de diciembre de 1998 | Werder Bremen          | 2 – 1 (t. s.) | Tennis Borussia Berlin | Weserstadion, Bremen                                       |                                                            |
|                        | Flo 86' · Wojtala 107' | Reporte       | Kovacec 10'            | Asistencia: 9900 espectadores Árbitro(s): Hermann Albrecht | Asistencia: 9900 espectadores Árbitro(s): Hermann Albrecht |

### Semifinales
| 10 de marzo de 1999 | Rot-Weiss Oberhausen   | 1 – 3   | Bayern Munich                           | Parkstadion, Gelsenkirchen                                   |                                                              |
|                     | Scheinhardt 85' (pen.) | Reporte | Jancker 24' · Effenberg 42' · Linke 79' | Asistencia: 47 300 espectadores Árbitro(s): Herbert Fandel . | Asistencia: 47 300 espectadores Árbitro(s): Herbert Fandel . |

| 10 de marzo de 1999 | VfL Wolfsburg | 0 – 1   | Werder Bremen | VfL-Stadion, Wolfsburg                                  |                                                         |
|                     |               | Reporte | Bode 52'      | Asistencia: 19 900 espectadores Árbitro(s): Markus Merk | Asistencia: 19 900 espectadores Árbitro(s): Markus Merk |

### Final
| 12 de junio de 1999 | Bayern Munich                                                   | 1–1 (t. s.)(4–5 p.)        | Werder Bremen                                     | Olympiastadion, Berlin                                  |                                                         |
|                     | Jancker 45'                                                     | Reporte                    | Maksymov 4'                                       | Asistencia: 75 841 espectadores Árbitro(s): Jürgen Aust | Asistencia: 75 841 espectadores Árbitro(s): Jürgen Aust |
|                     |                                                                 | Tiros desde el punto penal |                                                   |                                                         |                                                         |
|                     | - Salihamidžić - Daei - Tarnat - Jancker - Effenberg - Matthäus |                            | - Bode - Todt - Bogdanović - Wicky - Eilts - Rost |                                                         |                                                         |

| Bayern Munich | Werder Bremen |

| POR             | 1  | Oliver Kahn        |            |     |
| DEF             | 10 | Lothar Matthäus    |            |     |
| DEF             | 25 | Thomas Linke       |            |     |
| DEF             | 4  | Samuel Kuffour     |            | 37' |
| DEF             | 2  | Markus Babbel      |            |     |
| DEF             | 18 | Michael Tarnat     |            |     |
| MED             | 11 | Stefan Effenberg   | Amonestado |     |
| MED             | 16 | Jens Jeremies      |            | 57' |
| MED             | 14 | Mario Basler       | , 114'     |     |
| MED             | 7  | Mehmet Scholl      |            | 84' |
| DEL             | 19 | Carsten Jancker    | Amonestado |     |
| Substitutos:    |    |                    |            |     |
| POR             | 12 | Sven Scheuer       |            |     |
| MED             | 17 | Thorsten Fink      |            | 57' |
| MED             | 20 | Hasan Salihamidžić |            | 84' |
| DEL             | 21 | Alexander Zickler  |            |     |
| DEL             | 24 | Ali Daei           |            | 37' |
| Entrenador:     |    |                    |            |     |
| Ottmar Hitzfeld |    |                    |            |     |

| POR           | 1  | Frank Rost          | Amonestado |     |
| DEF           | 3  | Raphaël Wicky       | Amonestado |     |
| DEF           | 8  | Bernhard Trares     | Amonestado |     |
| DEF           | 6  | Jens Todt           |            |     |
| DEF           | 13 | Andree Wiedener     |            |     |
| MED           | 5  | Dieter Eilts        |            |     |
| MED           | 23 | Christoph Dabrowski |            | 69' |
| MED           | 22 | Torsten Frings      |            |     |
| MED           | 18 | Andi Herzog         |            | 45' |
| MED           | 7  | Yuriy Maksymov      |            |     |
| DEL           | 17 | Marco Bode          |            |     |
| Substitutos:  |    |                     |            |     |
| POR           | 12 | Stefan Brasas       |            |     |
| DEF           | 30 | Paweł Wojtala       |            | 45' |
| MED           | 4  | Dirk Flock          |            |     |
| MED           | 20 | Christian Brand     |            |     |
| MED           | 24 | Sven Benken         |            |     |
| DEL           | 9  | Rade Bogdanović     |            | 69' |
| DEL           | 32 | Aílton              |            |     |
| Entrenador:   |    |                     |            |     |
| Thomas Schaaf |    |                     |            |     |